# تل غودبند (سر أسياب يوسفي)
تل غودبند (بالفارسية: تل گودبند) هي قرية تقع في إيران في قسم سر أسياب يوسفي الريفي. يقدر عدد سكانها بـ 59 نسمة بحسب إحصاء 2016.